# 王文娟 (越剧演员)
王文娟（1926年12月19日—2021年8月6日），女，浙江嵊县人，中国越剧演员，擅长旦角。

## 生平
1926年12月生于浙江省嵊县（今为嵊州市）黄泽镇坑边村。1938年，师从竺素娥学习越剧，先学小生，后改学花旦。1947年，王文娟与陆锦花合作，在上海成立少壮越剧团。1948年，王文娟进入玉兰剧团。1961年，王文娟与孙道临结婚。後來在上海越剧院擔任红楼剧团团长。2021年8月6日凌晨在上海华东医院逝世。

## 家庭
丈夫孙道临为演员、导演。

## 艺术成就
- 王文娟擅长越剧旦角表演，独具特色，有“王派”之称。她在越剧《红楼梦》中飾演林黛玉[2]。
- 1989年，王文娟获得由中国唱片总公司颁发的第一届"金唱片奖"。
- 2017年，王文娟荣获第27届上海白玉兰戏剧表演艺术奖终身成就奖。[3]
- 2019年，獲得第七届上海文学艺术奖终身成就奖[4]。

## 主要作品

### 越剧
- 《红楼梦》（1958年首演）
- 《追鱼》
- 《春香传》
- 《则天皇帝》
- 《西园记》
- 《孟丽君》

### 电视剧
- 越剧电视剧《孟丽君》(1996年)

### 电影
- 越剧电影《红楼梦》(1962年) 饰演林黛玉。
- 越剧电影《追鱼》(1959年) 饰演鲤鱼精、金牡丹。

## 弟子
- 王志萍、钱爱玉、单仰萍、王蔚丽。[5]

## 资料来源
1. ↑  . ent.sina.com.cn.   [2020-03-07]. （原始内容存档于2019-06-03）.
2. 1 2  .   [2021-08-06]. （原始内容存档于2021-08-06）.
3. ↑  . www.ximalaya.com.   [2020-03-07].
4. ↑  . www.chinanews.com.   [2020-03-07]. （原始内容存档于2019-09-25）.
5. ↑  “林妹妹”王文娟北京收徒-北京青年报网[永久]